# 西周商务伦理思想
中国历史悠久，法律制度源远流长。中国法治的历史演进可分为三个时期：上古时期、中古时期和近代时期。
其中，上古时期中关于民事经济法律制度的发展尤其引人注意。它们虽然还不像中古时期的立法那样严谨和面面俱到，但是透过这些中华文明史中中国人在孩提时期制定的商务游戏规则，可以发现这些字里行间的严谨和可爱之处和明显的特权维护的倾向。

## 古代商法演变
自夏（前21世纪—前16世纪）开始，中华民族进入了文明时代，但因文献不足，无法详知其立法细节。商朝（前16世纪—前11世纪）则以残酷刑罚为特色，崇尚“天讨有罪”。而西周（前11世纪—前771）作为上古时期的鼎盛王朝，对于前代的国家和法律制度进行了重大改革，建立了以宗法礼制为核心的法律思想和法律制度，并成为后世立法者的楷模。现代的经济、商业活动，在中国古代成为市、贸、贾、货等。自“周公制礼”之后，流传下来了一套较为完整的市贸制度。

## 西周商务法律核心
贯穿西周“礼治”的最主要基本原则即“亲亲”，“尊尊” ，旨在确立家长制和维护君主制，也就成了商务立法的指导思想和伦理的基本规范。根据《周礼》的规定，西周将物品分为两类：一类“不鬻于市”，即不在市场上流通的物品，有：矿藏、土地宫室、祭祀用品、贵族标志物品、不合规格的手工制品，从中可以看出统治者对君主制的维护。而禁止流通未成熟的渔林农产品则体现了先人们“可持续发展”的思想。西周规定货财交易必须在专门设置的“市”中进行，并设专职官员管理。凡有以次充好，以假充真者，由负责商品价格和质量的官员当场处罚；而违犯市场管理者，轻者挨打，重者处死。可见对于制造假冒伪劣商品的管制之严，惩罚之重。

## 契约制度
契约在西周已经普遍应用并形成制度，“听买卖为质剂” ，“质剂”就是写在竹木简上的买卖契约文书。而在借贷方面则规定“凡有责（债）者，有判书以治，则听” 。即凡因借贷债务纠纷而要求官府处理的，必须持原来订立的“判书”才能受理。判书，即将写有借贷文字的竹木简劈为两半，双方各执其半，作为债权、债务的凭证。

## 礼刑制度
周礼是西周法律的重要组成部分，它与另一构成部分“刑”相辅相成。礼主要在于调整和约束贵族内部的血缘等级关系及其行为，具有指引、规范的作用；刑主要用以维护贵族的统治，控制平民和奴隶的行为，具有暴力性质。 西周时的伦理体系已初具规模，在生产力初步发展的时期商务上的交换物品种类还很少，这些规则已经代表了古人能达到的最完备和先进的思想体系。西周的先民们开始真正进入一个由明确的规范来维护日常生活、封建统治的礼法社会。

## 总结
有人说，中国的文化是一种早熟的文化，由此反而呈现了一种早衰的迹象。但是，随着世界政治经济的发展，在资本主义发展全面到最终无力调控的社会里人们会越来越发现以儒家文化为代表的中国文化将会成为文化的主流，成为能适应和规范未来经济发展的唯一文化。只是那个时代还没有到来。古人单纯，但也纯粹，相比今天复杂的民商立法，各种解释，各种规定，显示出了虽不完善但十分淳朴的立法思想。
历史流淌了数千年，现在也难说到底是古罗马的民主集体议政制好还是中国古代的王权集权统治好。但我个人认为，中国法制、商务伦理的高明之处已经体现出来了，那就是，相比其他文明古国的规则制定，中国古代的立法者们把重心早早地就放在了“礼”上而不是“理”上。他们早已看到了人性的进步相对原始蒙昧时代该是什么样的，人们应当以怎样的相互关系存在这个社会。回到童真，他们当时归纳的简单的规则和纯粹的信仰也许就是我们现在正在寻找的。